# Bunabanska språk
De bunabanska språken utgör en liten språkfamilj av australiska språk som talas i norra Australien. 
Språkfamiljen innehåller två språk, bunaba och gooniyandi, som är besläktade i ungefär samma utsträckning som nederländska är till engelska. 
Båda språken har cirka 100 talare och är hotade. 